# Shut Up and Drive
"Shut Up and Drive" é uma canção escrita por Carl Sturken e Evan Rogers para o terceiro álbum de estúdio de Rihanna, Good Girl Gone Bad. A faixa possui demonstrações do single de 1999 da banda Orgy, "Blue Monday", que por sua vez foi uma versão da canção de 1983 da banda New Order. Foi lançado como o segundo single do álbum. Estreou na posição #88 na Billboard Hot 100. Em 2012 foi incluída na trilha sonora do filme da Disney Wreck-It Ralph.

## Escrita e fundo musical
A faixa foi escrita por Carl Sturken, Evan Rogers, Sumner, Hook, Morris e Gilbert, sendo produzida pela dupla Evan Rogers e Carl Sturken.
A canção foi adaptada com instrumentais de piano moderato, usando diversas escalas do instrumento clássico. Além de usar sintetizadores como instrumento de fundo, é utilizada a guitarra eléctrica e vários beats de teclado.
A música contém demonstrações do single de 1999 da banda Orgy, "Blue Monday", que por sua vez foi uma versão da canção de 1983 da banda New Order.

## Vídeo musical
O vídeo do single foi dirigido por Anthony Mandler e coreografado por Tina Landon. O vídeo começa com um Ferrari F430, a ser conduzido por Rihanna, à entrada de uma garagem. Ainda são mostrados mais carros no vídeo, incluindo um Ford Mustang de 1969 e um Skoda Rapid, totalmente modificados.
O vídeo foi filmado num ferro-velho em Praga, na República Checa. Todos os passos para a realização do vídeo, foram mostrados no programa "Making The Video" da MTV.

## Recepção da crítica
| Críticas profissionais | Críticas profissionais |
| Avaliações da crítica  | Avaliações da crítica  |
| Fonte                  | Avaliação              |
| ---------------------- | ---------------------- |
| About.com              | [ 12 ]                 |
| BBC                    | [ 13 ]                 |

A canção recebeu críticas mistas por parte dos críticos profissionais, após  e antes do seu lançamento. A revista Slant Magazine achou que a música não fazia jus ao seu título exagerado, e a The Village Voice descreveu como um som simultaneamente "maluco e sexualmente ousado". Allmusic, contudo, referiu como "uma proposição próxima e elegante... com um inegável balanço". Bill Lamb da About.com considerou uma das melhoras faixas do álbum, com um espírito de verão semelhante ao do primeiro single da cantora, "Pon de Replay". A BBC considerou que Rihanna estava novamente a colocar o seu "guarda-chuva, desta vez metaforizada por um carro, para tornar a canção num novo hit de sucesso".
"Shut Up and Drive" venceu na categoria "Favorite R&B Song" nos People's Choice Music Awards.

## Faixas e formatos
| Vinil promocional na Europa (B794305-01, RISHUTV) |                                                  |         |  |
| N.º                                               | Título                                           | Duração |  |
| 1.                                                | "Shut Up and Drive" (Instrumental - Lado A)      | 3:32    |  |
| 2.                                                | "Shut Up and Drive" (Edição de rádio - Lado A)   | 3:32    |  |
| 3.                                                | "Shut Up and Drive" (Wideboys Club Mix - Lado B) | 6:36    |  |
| Duração total:                                    | Duração total:                                   | 13:00   |  |

| CD Single na Europa (B794305-01, RISHUTV) |                                         |         |  |
| N.º                                       | Título                                  | Duração |  |
| 1.                                        | "Shut Up and Drive" (Edição de rádio)   | 3:32    |  |
| 2.                                        | "Shut Up and Drive" (Wideboys Club Mix) | 6:36    |  |
| Duração total:                            | Duração total:                          | 9:68    |  |

| CD Maxi-single na Europa (B794305-01, RISHUTV) |                                         |         |  |
| N.º                                            | Título                                  | Duração |  |
| 1.                                             | "Shut Up and Drive" (Instrumental)      | 3:32    |  |
| 2.                                             | "Shut Up and Drive" (Edição de rádio)   | 3:32    |  |
| 3.                                             | "Shut Up and Drive" (Wideboys Club Mix) | 6:36    |  |
| 4.                                             | "Shut Up and Drive" (Vídeo)             | 3:59    |  |
| Duração total:                                 | Duração total:                          | 16:59   |  |

## Desempenho nas tabelas musicais
"Shut Up and Drive" estreou em #88 na Billboard Hot 100, e cinco semanas depois de estar em queda atingiu a décima quinta posição, como melhor. Também alcançou a décima posição na Billboard Pop Songs. Tornou-se ainda na sétima canção a atingir o topo na Dance/Club Play Songs.
Foi arquivada como sucesso moderado na Europa, notoriamente na Suíça e Suécia, alcançando a décima quarta e trigésima posições, respectivamente. Entrou nas tabelas da Finlândia, Grécia, Países Baixos e Irlanda onde alcançaram a quinta posição. Na Bélgica e Noruega a canção alcançou o top 20. No Reino Unido alcançou a quinta posição, e no Canadá a sexta.
Na Austrália, alcançou a melhor posição na sua estreia em quarto lugar, sendo certificado como disco de ouro, vendendo mais de 35.000 unidades. Foi ainda certificado como disco de platina no Brasil, pela ABPD vendendo mais de 100.000 unidades no país.

### Posições
| Tabela musical (2007)                          | Melhor posição |
| ---------------------------------------------- | -------------- |
| Alemanha - Germany Singles Top 100             | 6              |
| Austrália - Australia Singles Top 50           | 4              |
| Áustria - Austria Singles Top 75               | 31             |
| Bélgica - Belgian Singles Chart                | 9              |
| Bulgária - Bulgaria Singles Chart              | 13             |
| Canadá - Canada Singles Top 100                | 6              |
| Estados Unidos - Billboard Hot 100             | 15             |
| Estados Unidos - Billboard Pop Songs           | 11             |
| Estados Unidos - Billboard Hot Dance Club Play | 1              |
| Estados Unidos - Billboard Digital Songs       | 9              |
| Dinamarca - Denmark Singles Top 40             | 33             |
| Finlândia - Finland Singles Top 20             | 3              |
| Itália - Italy Singles Top 50                  | 6              |
| Irlanda - Ireland Singles Top 50               | 5              |
| Mundo - United World Chart                     | 11             |
| Países Baixos - Dutch Singles Chart            | 7              |
| França - French Singles Chart                  | 33             |
| Hungria - Hungarian Top 40 Airplay             | 4              |
| Hungria - Hungarian Dance Top 40 Airplay       | 16             |
| Itália - Italian Singles Chart                 | 6              |
| Nova Zelândia - New Zealand Top 40             | 12             |
| Reino Unido - UK Singles Chart                 | 5              |
| Roménia - Romanian Singles Chart               | 14             |
| Rússia - Russian Airplay Chart                 | 58             |
| Suécia - Swedish Singles Chart                 | 31             |
| Suíça - Swiss Singles Chart                    | 14             |

### Certificações
| País           | Certificador | Certificação | Vendas            |
| -------------- | ------------ | ------------ | ----------------- |
| Austrália      | ARIA         | Ouro         | +70,000 unidades  |
| Brasil         | ABPD         | Platina      | +100,000 unidades |
| Estados Unidos | RIAA         | Platina      | +500,000 unidades |